# Mara-Daria Cojocaru

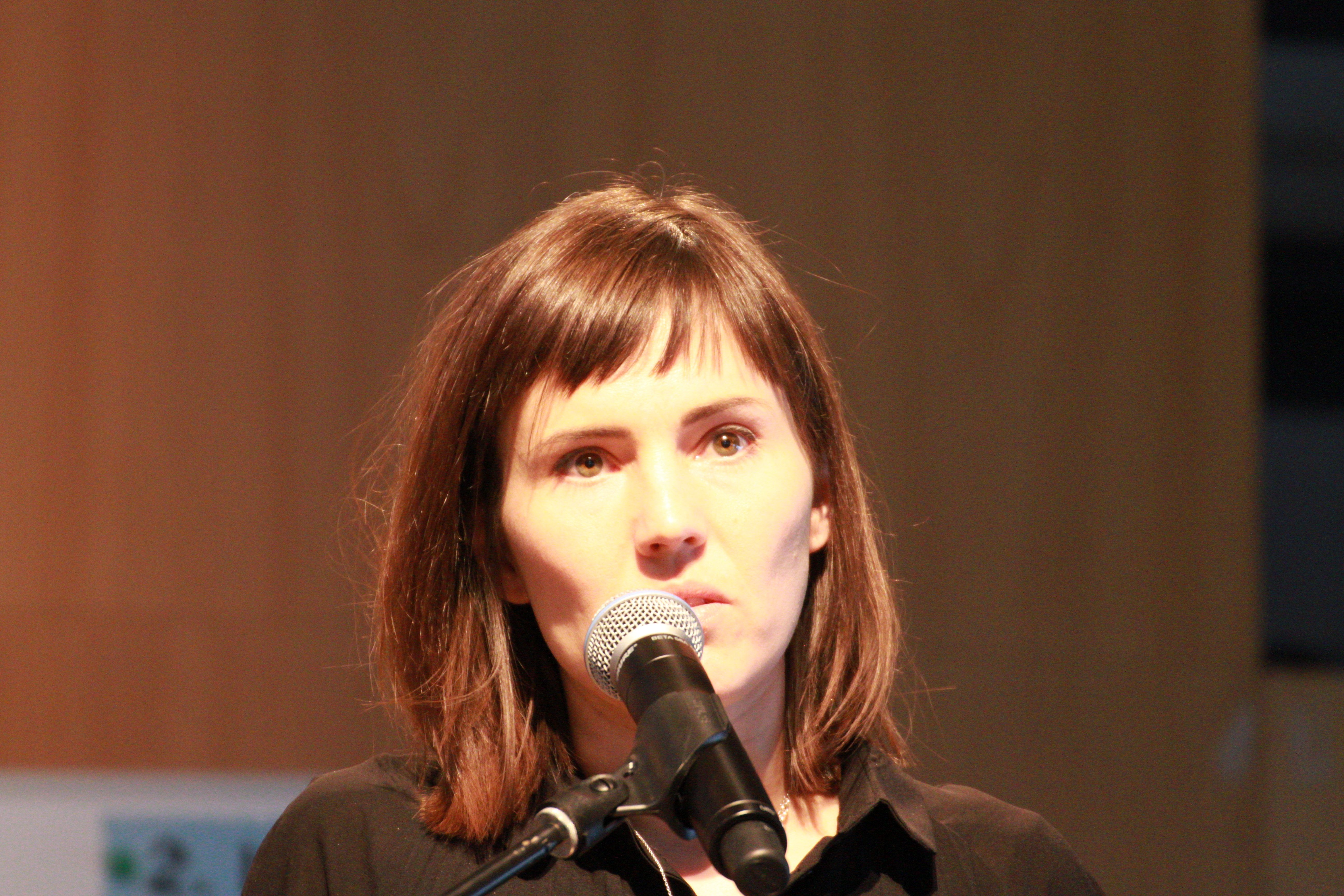
Mara-Daria Cojocaru beim Literarischen März 2015

Mara-Daria Cojocaru (geboren 1980 in Hamburg) ist eine deutsche Lyrikerin und Hochschuldozentin für Philosophie.

## Leben
Mara-Daria Cojocaru studierte Politikwissenschaft, Theaterwissenschaft und Rechtswissenschaft als Nebenfach sowie Philosophie. Sie promovierte 2012 mit einer Arbeit zur politischen Philosophie. Nach Auslandsaufenthalten in England, Südafrika und Kalifornien ist sie derzeit Dozentin an der Hochschule für Philosophie München. Während ihres Studiums war sie als Übersetzerin von Sachbüchern tätig. 2007 nahm sie an der Lyrikwerkstatt des Lyrik Kabinetts München unter Leitung von Christian Döring teil. 2008 legte Mara-Daria Cojocaru ihren ersten Lyrikband mit dem Titel Näherungsweise bei der Edition 2000 vor. Texte von ihr wurden mehrfach im Jahrbuch der Lyrik abgedruckt. 2015 war sie Finalistin beim Leonce-und-Lena-Preis. 2016 ist ihr zweiter Lyrikband bei Schöffling & Co. erschienen. Ihre Gedichte wurden ins Englische und Italienische übersetzt. Mara-Daria Cojocaru ist Mitglied des internationalen, transdisziplinären Netzwerks Minding Animals, der SWIP Germany sowie des deutschen Pragmatismus-Netzwerks GERPRAG.

## Rezeption
Rezensionen von Anstelle einer Unterwerfung:
„Eine staunenswerte Artenvielfalt, die sich selbst in den einzelnen Gedichten tummelt, verquer und auf den Kopf gestellt, invasiv, real, inkorporiert, fiktionalisiert, als Spielfiguren oder Avatare, von den üblichen Verdächtigen bis zu konvertierten Fluchttieren oder Unikaten wie einem phosphoreszierenden Riesenkurzschnauzenbär; mal quicklebendig, mal einem fachgerechten Tod überführt (ob sich unsere Ahnen / Von der Schlachtung kannten), im Sterben oder als Mumientiere, als Leistungsträgertiere oder als letztes Reh im Zoo von Gaza. Übergangslos kapern sie (mit Bedeutungsüberschuss versehen) das lyrische Ich, infiltrieren, vervielfältigen es. Überhaupt wechselt die Perspektive permanent. Menschliches und Tierisches vermischen sich.“
„Cojocarus Verse sind Rätsel. Schillernd, irisierend. Sie scheinen zu atmen. Ein pulsierender Rhythmus verbindet die Worte.“
„Wer aber den Mut aufbringt, die Literatur derart eindringlich und zugleich voller Sprachlust an ihre Pflichten, an die Krise der Ethik im 21. Jahrhundert und an die potenzielle Rolle der Kunst bei der Wiederherstellung eines ethischen Wertesystems zu erinnern, sollte unbedingt gelesen werden.“
Rezensionen von Näherungsweise:
„Mag die 1980 geborene Verfasserin dieser Zeilen auch noch vergleichsweise jung sein, so ist sie doch so jung nicht mehr, dass man ihr diese Pennälerverse tatsächlich als Lyrik durchgehen lassen könnte.“
„Noch weiß man nicht recht, wohin das frische Talent diese Autorin führen wird; aber man sollte sie im Auge behalten.“

## Auszeichnungen
- 2017 Bayerischer Kunstförderpreis in der Sparte „Literatur“ für Anstelle einer Unterwerfung[12]
- 2019 Nominierung für den Lyrikpreis Meran
- 2021 Alfred-Gruber-Preis beim Lyrikpreis Meran
- 2021 Deutscher Preis für Nature Writing
- 2021 Mondseer Lyrikpreis
- 2023 Stipendium des Rainer-Malkowski-Preises[13]

## Veröffentlichungen

### Lyrik
- Näherungsweise. Lyrik Edition 2000, München 2008, ISBN 978-3-86520-326-7.[14]
- Anstelle einer Unterwerfung. Gedichte, Schöffling & Co., Frankfurt/Main 2016, ISBN 978-3-89561-645-7.
- Alle Register. hochroth Verlag, Heidelberg 2020, ISBN 978-3-903182-73-8.
- Mit Ron Winkler: Du weißt nicht, wie schwer es geworden ist, einen Brief zu verschicken. Poetische Korrespondenzen, Schöffling & Co., Frankfurt/Main 2021, ISBN 978-3-89561-646-4.
- Buch der Bestimmungen. Gedichte, Schöffling & Co., Frankfurt/Main 2021, ISBN 978-3-89561-648-8.

### Fachbücher
- Als Mitherausgeberin der 2. Auflage: Monika Betzler, Julian Nida-Rümelin (Hrsg.): Ästhetik und Kunstphilosophie. Von der Antike bis zur Gegenwart in Einzeldarstellungen (= Kröners Taschenausgabe. Band 375). 2., aktualisierte und ergänzte Auflage. Kröner, Stuttgart 2012, ISBN 978-3-520-37502-5.
- Als Mitherausgeberin mit Michael Reder und Hanna Pfeifer: Was hält Gesellschaften zusammen?: Der gefährdete Umgang mit Pluralität. Kohlhammer Verlag, Stuttgart 2013, ISBN 978-3-17-022964-8.
- Als Mitherausgeberin mit Michael Reder: Zukunft der Demokratie: Ende einer Illusion oder Aufbruch zu neuen Formen? Kohlhammer Verlag, Stuttgart 2014, ISBN 978-3-17-025350-6.
- Als Mitherausgeberin mit Michael Reder: Zur Praxis der Menschenrechte: Formen, Potenziale und Widersprüche (Globale Solidaritat – Schritte zu Einer Neuen Weltkultur). Kohlhammer Verlag, Stuttgart 2015 (E-Book), ISBN 978-3-17-028902-4.
- Die Geschichte von der guten Stadt: Politische Philosophie zwischen urbaner Selbstverständigung und Utopie. Transcript Verlag, Bielefeld 2012, ISBN 978-3-8376-2021-4.
- Menschen und andere Tiere. Plädoyer für eine leidenschaftliche Ethik. wbg Academic, Darmstadt 2021, ISBN 978-3-534-27338-6.

### Übersetzungen
- Donald R. Moor: Auf einen Kaffee mit Platon. Deutscher Taschenbuch Verlag, München 2009, ISBN 978-3-423-34544-6.
- Jonathan Barnes: Auf einen Kaffee mit Aristoteles. Deutscher Taschenbuch Verlag, München 2010, ISBN 978-3-423-34592-7.